# بزانسون
بزانسون (به فرانسوی: Besançon) مرکز ایالت فرانش-کنته (Franche-Comté) فرانسه است. این شهر در شرق کشور فرانسه واقع است و به خطوط راه‌آهن فرانسه متصل است. رودی نیز به نام (دو) از این شهر می‌گذرد.